# Ancara pictisticta
Ancara pictisticta är en fjärilsart som beskrevs av W. Warren 1913. Ancara pictisticta ingår i släktet Ancara och familjen nattflyn. Inga underarter finns listade i Catalogue of Life.